# Закк Вайлд
Закк Вайлд (англ. Zakk Wylde; справжнє ім'я Джеффрі Філіп Вайлендт, (Віландт), англ. Jeffrey Phillip Wielandt; 14 січня 1967, Байонн, Нью Джерсі) — американський рок-музикант, гітарист-віртуоз, автор пісень. Став відомий завдяки роботі з Оззі Озборном. Пізніше заснував свій власний колектив Black Label Society, в якому грає і понині. Він також був гітаристом і вокалістом групи Pride & Glory, що випустила в 1994 року альбом і після того, розпалася. Випустив сольний альбом «Book of Shadows» в 1996.

## Біографія
Коли батьки віддали восьмилітнього Закка в музичну школу, жодної радості він не відчував і незабаром покинув її. До серйозних занять музикою він повернувся вже підлітком, з власної ініціативи. Його основним інструментом стала гітара, а духовними вчителями — рок-команди з більш-менш важким гітарним саундом: AC/DC, Motörhead, Judas Priest, Led Zeppelin, Black Sabbath. Робити власний внесок в сучасний важкий метал Закк почав у лавах свого першого гурту Stone Henge, який зібрав у 1984 році. Фронтменові тоді було всього 17 років. За справу він взявся дуже активно і за кілька років об'їздив весь штат в компанії інших молодих рокерів.
Закк виявився гітаристом неабияких здібностей, хоча сам був про себе набагато скромнішої думки. Коли в 1987 році 20-річний хлопчина ризикнув піти на прослухування до Оззі Озборна, максимум на що він сподівався — отримати автограф у кумира мільйонів, якого і він обожнював усе своє свідоме життя. Сталося інакше: він настільки зачарував Оззі, що був прийнятий в його бек-гурт на відповідальний пост лід-гітариста. Через рік Закк дебютував на альбомі Ozzy Osbourne Band «No Rest for the Wicked» і акуратно постачав гітарними партіями всі його релізи аж до 1994 року. Коли 27-річному Закку захотілося самостійності, він зібрав потужне тріо Pride & Glory. Та недостатньо потужне, щоб протриматися довше одного альбому.
Закк Вайлд обмірковував різні варіанти подальшої кар'єри, якось погодився приєднатися до Guns'n'roses, але свобода була дорожча, і до 1996 року він дозрів для сольного дебюту. Для успішного старту самостійної кар'єри у музикант був готовий: гітарний умілець, композитор, клавішник, та ще і вокаліст на додаток. За першим сольним альбомом «Book of Shadows» (1996) вийшов і другий, «Sonic Brew». До моменту його публікації в 1999 році Закк Вайлд стояв на роздоріжжі. З одного боку, він продовжував писати пісні і не збирався кидати сольну творчість. З іншого ж, Оззі Озборн запрошував його повернутися під своє крило, хоч би на час чергового гастрольного туру, на що Закк погодився і відіграв з ним серію концертів.
Водночас, гітаристові хотілося керувати власним колективом і зробити з ним що-небудь цікаве. Так і з'явився найтриваліший гурт Закка Вайлда Black Label Society, що окупував добре знайому йому територію хеві-метал. Розпочавшись як черговий пробний проект, колектив виявився достить живучим, хоча проблема кадрів виникала регулярно. За шість років через гурт пройшли вісім чоловік. Найстійкішим виявився барабанщик першого складу Філ Ондік (Phil Ondich). Зате бас-гітаристи мінялися майже щорік. У своїх резюме участь у Black Label Society зазначили Роберт Трухільйо (Robert Trujillo, нині — басист Metallica), Джон ДеСервіо (John Deservio) і Стів Гібб (Steve Gibb).
Перший лонг-плей «Stronger Than Death» (2000) привернув увагу головним чином рок-критиків, які з задоволенням вислуховували цей гаркіт суперважких рифів і відзначали стилістичну схожість деяких номерів з саундом Pantera, Corrosion of Conformity і Crowbar. Подією мейнстріма цей реліз не став (як і попередній сольник «Sonic Brew», який інколи зараховують до дискографії BLS), та і не міг: пісні Вайлда незрідка були густим частоколом рифів, а таке рубисько було по зубах лише найагресивніше налаштованій аудиторії.
Поки готувався альбом, невгамовний Вайлд знайшов собі ще одне заняття: він знявся в одній з головних ролей у фільмі «Rock Star» разом з Дженніфер Еністон і Марком Уолбергом (Mark Wahlberg).
Літній тур 2005 років Вайлд проводить з перевиконанням плану. Частину запланованих концертів він відпрацьовує за два, граючи одночасно в двох командах — Ozzy Osbourne Band і Black Label Society.
За всієї божевільної зайнятості і професійної непосидючості Закк Вайлд знаходить час для своєї сім'ї, яка посідає найважливіше місце в його житті, не менш важливе, ніж музика. Він вже 18 років одружений з Барбранн (Barbaranne), яку жартома називає «моя Шарон» (так звуть дружину Оззі Озборна) і яка не лише народила трьох дітей, але і стала незамінною помічницею і відмінною менеджеркою свого знаменитого чоловіка.